# Dawaci
Dawaci (overleden 1759) was van 1753 tot 1755 de heerser van het kanaat Dzjoengarije.

## Achtergrond
Galdan Tseren (overleden 1745) was de laatste krachtige heerser van Dzjoengarije geweest. Het kanaat was toen in zowel politiek, militair als economisch opzicht nog een machtsfactor van betekenis in Centraal-Azië. In de periode na de dood van Galdan Tseren brak een ongekende strijd uit om de macht binnen het kanaat die resulteerde in een volstrekte politieke anarchie.
Galdan Tseren werd opgevolgd door zijn middelste zoon Tsewang Dorji Namjal (1732-1750). Hij werd in 1749 door een staatsgreep afgezet en in 1750 vermoord door zijn oudste broer Lama Darja (1728-1753). Lama Darja voerde na zijn overwinning een vorm van een terreurbewind in het kanaat. Er ontstond een oppositiebeweging, geleid door Dawaci en Amursana. Ze slaagden erin om met een legergroep van Kazachen van Sultan Ablai in 1753 Tsewang Dorji Namjal te verslaan. In een veldslag kwam Tsewang Dorji Namjal om het leven, waarschijnlijk door muiterij van eigen troepen.

## Dawaci grijpt de macht in het kanaat
Dawaci behoorde tot de hoogste aristocratie van het kanaat. Hij kon zijn afkomst rechtstreeks terugvoeren naar Erdeni Batur (overleden 1635), de grondvester van het kanaat. Zijn grootvader was Tsering Dondup, de broer van Tsewang Rabtan (1643-1727), die in 1717 verantwoordelijk was voor de invasie en bezetting van Tibet door de Dzjoengaren.
Amursana was van aanzienlijk eenvoudiger afkomst en had een afstamming, die meer betrekking had op die van de Khoshut-Mongolen dan die van de Dzjoengaren.
Op basis hiervan eiste Dawaci het alleenrecht op om het kanaat te regeren. Dawaci ontwikkelde zich hierna als een paranoïde man, vooral geïnteresseerd in het consumeren van enorme hoeveelheden alcohol. Amursana was van opvatting, dat er tussen hem en Dawaci een afspraak was gemaakt, dat zij de macht in het kanaat samen zouden delen. De meeste historici die over dit onderwerp hebben gepubliceerd, achten dit onwaarschijnlijk. Het lijkt echter wel  mogelijk, dat er tussen hen een vorm van een afspraak was, die Dawaci niet nakwam, zoals het toewijzen van een omvangrijk grondgebied aan Amursana als zijn persoonlijk eigendom.
In 1754 verloor Amursana een veldslag met een leger van Dawaci en werd met 5000 huishoudens gedwongen uit te wijken naar het gebied van de Khalkha-Mongolen, globaal het gebied van de huidige republiek Mongolië. Dawaci zond een delegatie naar Peking met de eis om uitlevering van Amursana. Die eis werd niet ingewilligd.

## De vlucht van de Dzjoengaren

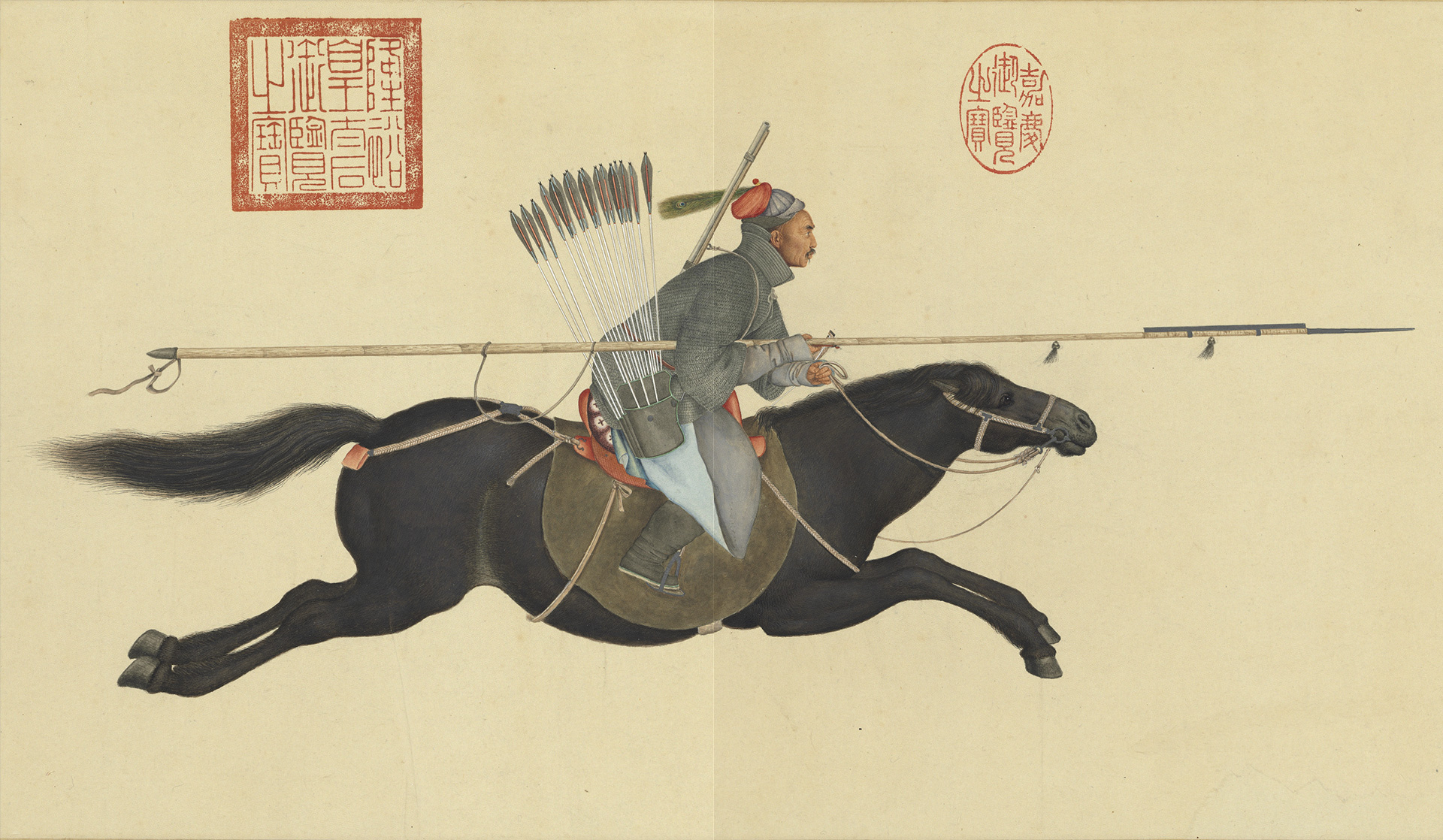
Veel Mongolen waren onderdeel van de strijdkracht tegen Dawaci. Ayusi had een ongeëvenaarde beheersing van de lans en is vele malen afgebeeld. Hier op een schilderij van Giuseppe Castiglione

Door de permanente burgeroorlogen sinds 1745 waren inmiddels vele Dzjoengaren het kanaat ontvlucht. Ze werden van harte welkom geheten door de Chinese keizer Qianlong(1711-1799). Prinsen van de Dzjoengaren ontvingen prachtige titels en werden ontvangen in Chengde, het zomerpaleis van de keizer.
Amursana arriveerde in Khobdo. Daar bood hij zijn onderwerping aan Qianlong aan als die hem zou steunen in zijn ambitie de enige leider van Dzjoengarije te worden. Die kans werd door Qianlong gegrepen, hoewel Qianlong weigerde zich op dat moment te binden aan de garantie voor leiderschap van Amursana in Dzjoengarije. 
Qianlong zag in de ontwikkeling zijn kans om datgene uit te voeren, waar zijn vader Yongzheng (1678-1735) en grootvader Kangxi (1661-1722) in de jaren rond  1725 en na 1690 niet in waren geslaagd, namelijk het verkrijgen van de volstrekte controle over het gebied van het kanaat. Voor Qianlong was het doel om definitief zodanig veilige grenzen van het Chinese rijk te waarborgen, dat nooit meer een Mongoolse federatie die zou kunnen bedreigen. In dezelfde periode wist Amursana Sultan Ablai van de Kazachen te overreden zijn steun aan Dawaci te staken en zijn kant te kiezen.

## De veldtocht

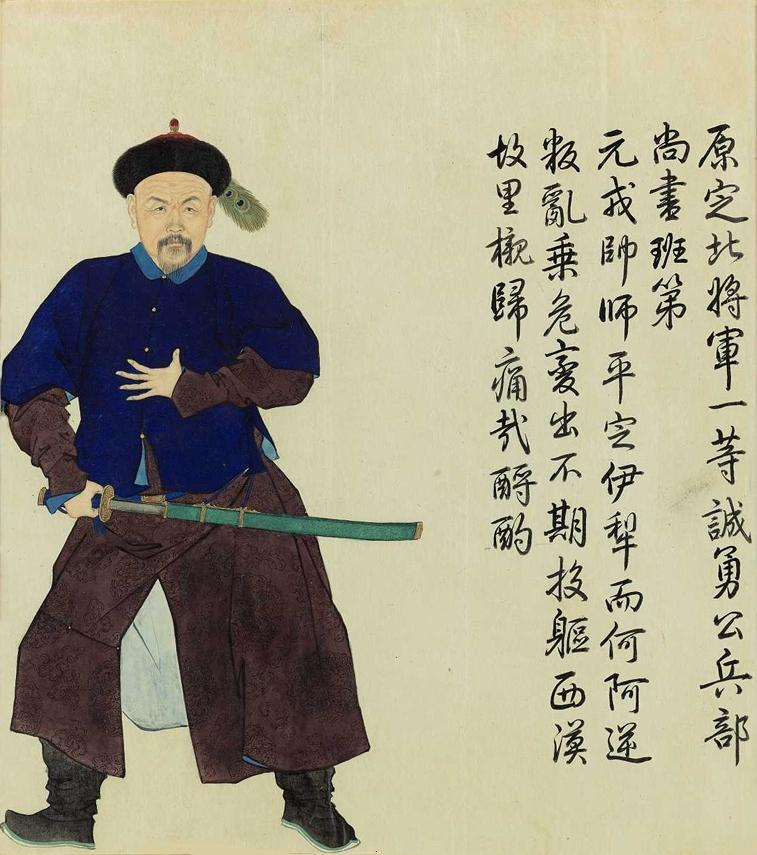
Generaal Bandi

Eind 1754, begin 1755 werden ongeveer 200.000 man gemobiliseerd voor een veldtocht tegen Dawaci. Een groot deel daarvan waren Khalkha-Mongolen, die ook tienduizenden paarden en lastdieren dienden te leveren. Het leger staat onder het opperbevel van Bandi, zelf ook afkomstig uit een Mongoolse familie die al sinds de periode van Hong Taiji (1592-1643) de Qing-dynastie diende. Bandi was eerder na de onlusten in Tibet van 1750 daar actief geweest. Enkele jaren na deze veldtocht zou hij een rol spelen bij de vernietiging van Dzjoengaren. In maart 1755 was de aanvang van de veldtocht. Ook groepen Dzjoengaren sloten zich bij dit leger aan. 
De veldtocht was in militair opzicht een veel groter succes dan verwacht. Het Chinese leger ontmoette nauwelijks enige tegenstand. Zo gauw de Dzjoengaren vernamen, dat Amursana deel uitmaakte van dit leger was er sprake van massale desertie uit het leger van Dawaci. Uit wanhoop zond Dawaci een delegatie onder leiding van zijn zoon naar Peking. Die verklaarde dat zijn vader geen andere wens had dan vriendschap met Qianlong en graag een vazal van hem wenste te worden. De Chinezen reageerden hierop niet en zetten de veldtocht voort.
Als gevolg van een  aanval in juli 1755 moest Dawaci naar de omgeving van Kashgar vluchten. Hij werd daar gevangengenomen door Hakim Beg Hojis. Dawaci werd naar Peking gezonden. Qianlong toonde clementie, maakte hem een prins en liet hem een prinses uit de koninklijke familie trouwen. De laatste jaren van zijn leven bracht Dawaci in Kalgan door. In 1759 overleed hij als gevolg van overmatig alcoholgebruik.